# Tempelgraven
Tempelgraven är Värmlands största hällkista daterad från den yngre stenåldern belägen i Säffle kommun. I Riksantikvarieämbetets fornminnesregister har den beteckningen By socken 58:1.
Stenkammargraven är inte arkeologiskt undersökt och har sedan mitten av 1800-talet i folkmun kallats för "Tempelgraven". 